# Erik Knudsen
Erik Kenneth William Knudsen (Toronto, 25 de março de 1988) é um ator canadense. Ele é mais conhecido por interpretar Daniel Matthews em Saw II, Dale Turner na série Jericho da CBS e Alec Sadler em Continuum.

## Biografia
Knudsen nasceu em Toronto, Ontário. Ele já apareceu em diversos filmes, principalmente no Canadá. Em 1999, ele conseguiu seu primeiro papel no programa Real Kids, Real Adventures. Em 2001, Knudsen foi convidado para participar da série de TV The Guardian junto a Simon Baker atuando em três outros episódios. Ele foi nomeado um Young Artist Award por sua performance. Em 2003, Knudsen começou a atuar no papel principal, Donovan MacKay, na série infantil de comédia, Mental Block. O último episódio foi exibido em 01 de novembro de 2004.
Knudsen apareceu em Saw II, como coadjuvante no papel de Daniel Matthews, um de seus trabalhos mais reconhecidos. Ele retratou Dale Turner em Jericho (série de televisão). Ele fez uma aparição no Bon Cop, Bad Cop e recentemente apareceu em um episódio de Flashpoint.
Ele co-estrelou como Leroy "Lefty" na adaptação cinematográfica do Youth in Revolt , lançado em 2010. Atuou como Trey Madison em Beastly, baseado no romance de Alex Flinn, ao lado de Alex Pettyfer, Vanessa Hudgens e Mary-Kate Olsen. Erik fez uma aparição em Scott Pilgrim vs the World, como Luke "Crash" Wilson, vocalista da fictícia banda Crash and The Boys.
Knudsen fez o papel de Robbie Mercer na grande produção de cinema dirigida por Wes Craven, Scream 4.
Muitas vezes é creditado como Eric Knudsen.

## Filmografia
| Ano       | Título                             | Papel                          | Notas                                                            |
| --------- | ---------------------------------- | ------------------------------ | ---------------------------------------------------------------- |
| 1999      | Real Kids, Real Adventures         | Alex Schreffler                | Episodio: "Heimlich Hero: The Michelle Shreffler Story"          |
| 2000      | Tribulation                        | Jovem Tom Canboro              |                                                                  |
| 2000      | Common Ground                      | Young Johnny Burroughs         | TV movie                                                         |
| 2000      | In a Heartbeat                     | Jason                          | Episode: "You Say It's Your Birthday"                            |
| 2000      | Santa Who?                         | Nasty Boy                      | TV movie                                                         |
| 2001      | Blackout                           | Ian Robbins                    | TV movie                                                         |
| 2001      | The Familiar Stranger              | Young Chris Welsh              | TV movie                                                         |
| 2001      | Doc                                | Mitch                          | Episode: "First Impressions" Episode: "No Time Like the Present" |
| 2001      | Stolen Miracle                     | Tommy                          | TV movie                                                         |
| 2001-2002 | The Guardian                       | Hunter Reed                    | Episode: "Reunion" Episode: "Home" Episode: "The Beginning"      |
| 2003      | Full-Court Miracle                 | TJ Murphy                      | TV movie                                                         |
| 2003–2004 | Mental Block                       | Donovan Mackay                 | 26 episodes                                                      |
| 2004      | Blue Murder                        | Jake Green                     | Episode: "Janet Green"                                           |
| 2005      | Kevin Hill                         | Ryan Stallinger                | Episode: "Losing Isn't Everything"                               |
| 2005      | The Prize Winner of Defiance, Ohio | Rog Ryan at thirteen years old |                                                                  |
| 2005      | Saw II                             | Daniel Matthews                |                                                                  |
| 2006      | Booky Makes Her Mark               | Arthur Thomson                 | TV movie                                                         |
| 2006      | Bon Cop, Bad Cop                   | Jonathan Ward                  |                                                                  |
| 2006      | A Lobster Tale                     | Timmy Brock                    |                                                                  |
| 2006–2008 | Jericho                            | Dale Turner                    | 17 episodes                                                      |
| 2008      | A Teacher's Crime                  | Jeremy Rander                  | TV movie                                                         |
| 2008      | Flashpoint                         | Jackson Barcliffe              | Episode: "The Element of Surprise"                               |
| 2008      | Saw V                              | Daniel Matthews                |                                                                  |
| 2009      | Youth in Revolt                    | Leroy "Lefty"                  |                                                                  |
| 2010      | Scott Pilgrim vs. the World        | Luke "Crash" Wilson            |                                                                  |
| 2011      | Beastly                            | Trey Madison                   |                                                                  |
| 2011      | Scream 4                           | Robbie Mercer                  |                                                                  |
| 2012      | The Barrens                        | Ryan                           |                                                                  |
| 2012      | Saving Hope                        | Mitchell                       |                                                                  |
| 2012-     | Continuum (série)                  | Alec Sadler                    | Papel principal                                                  |
| 2012      | Degrassi                           | Darrin Howe                    | 2 episodios; "Degrassi: Las Vegas" ("Love Fool" parts 1 and 2)   |